# Mont de Roda
Mont de Roda es una localidad ribagorzana perteneciente al municipio de Isábena con 8 hab. en 2008.

## Patrimonio
- Castillo de la Llecina del siglo XVI, ubicado en el monte de la Lecina.[1]
- Iglesia de San Juan Bautista, templo de finales del siglo XVII.[2]